# Euphorbia astrophora
Euphorbia astrophora ist eine Pflanzenart aus der Gattung Wolfsmilch (Euphorbia) in der Familie der Wolfsmilchgewächse (Euphorbiaceae).

## Beschreibung
Die sukkulente Euphorbia astrophora bildet sehr kleine, kugelförmige Sträucher. Aus einer etwas knolligen Wurzel entspringt ein in Abschnitte gegliederter Körper der bis 3,5 Zentimeter hoch und 6 Zentimeter breit wird. Die 1 bis 2 Zentimeter langen und 0,5 Zentimeter dicken Triebe sind radial um den mittleren Vegetationspunkt angeordnet. Sie sind mit abgeflachten Warzen und lang haltbaren, spitzen und sterilen Blütenstandstielen besetzt. Die sehr kleinen Blätter sind verkehrt lanzettlich geformt und kurzlebig.
Die einzelnen, bis 5,5 Millimeter großen Cyathien erscheinen an den Spitzen der Triebe und stehen an 10 bis 20 Millimeter langen Stielen, an denen 3 bis 4 Tragblätter ausgebildet werden. Die länglichen und becherartig geformten Nektardrüsen sind grün gefärbt und haben auf der Unterseite ein rotes Muster. An den Rändern befinden sich 2 bis 4 kurze, gelbliche Anhängsel. Die stumpf gelappte Frucht ist nahezu sitzend und wird 5 Millimeter breit und 6 Millimeter lang. Der eiförmige Samen wird etwa 3,5 Millimeter breit und 2,5 Millimeter lang. Er ist an der Basis abgeflacht und etwas mit Warzen besetzt.

## Verbreitung und Systematik
Euphorbia astrophora ist in Südafrika in der Provinz Ostkap verbreitet.
Euphorbia astrophora gehört zur Sektion Anthacanthae der Untergattung Athymalus. Die Erstbeschreibung der Art erfolgte 1996 durch Gerhard Marx.